# Percal
Percal é um tecido por ligamentos entre trama (sentido vertical) e urdume (sentido horizontal), que lhe confere as características fina e densa. Originário da Pérsia, é comum em lençóis e geralmente composta por 100% algodão, mas também pode ser uma mistura de outros fios em diferentes proporções. A densidade do tecido refere-se ao número de fios por polegada quadrada e algumas classificações consideram percal apenas aqueles com densidade igual ou superior a 180 fios. A maior densidade de fios torna o tecido mais macio.